# Polaris (agua embotellada)
Polaris fue la primera marca de agua embotellada en Tailandia. Fue producido originalmente por North Star Co., Ltd., fundada en 1956 por la expatriada estadounidense Maxine North y el viceministro de Asuntos Exteriores Rak Panyarachun. La empresa creció rápidamente en la década de 1960, cuando Estados Unidos envió un gran número de personal diplomático y militar a Tailandia durante la guerra de Vietnam, y se expandió hasta convertirse en uno de los embotelladores de agua potable más grandes de Asia. Dominó tanto el mercado que el nombre Polaris se convirtió en una marca genérica para agua embotellada en Tailandia. Sin embargo, enfrentó dificultades internas y una mayor competencia en el decenio de 1990, y la empresa, que había cotizado en la Bolsa de Tailandia en 1994, fue declarada en quiebra y liquidada en 2003.

## Primeros días
North Star Co., Ltd. fue fundada el 10 de agosto de 1956 por la expatriada estadounidense Maxine North y su socio comercial tailandés Rak Panyaracun, quien también era viceministro de Relaciones Exteriores. Anteriormente habían establecido Pure Gas Co., Ltd., un productor de dióxido de carbono que abastece a los fabricantes de refrescos, en 1952. La planta de gas tenía una buena fuente de agua subterránea para sus torres de enfriamiento, que North, por sugerencia de un amigo de la industria, se dio cuenta de que podría usarse para introducir agua embotellada en el país. North dice que la marca Polaris, el nombre de la Estrella del Norte, se le ocurrió una noche mientras contemplaba el cielo exterior pensando en su difunto esposo, Robert.
Al principio, la empresa encontró pocos clientes. Los tailandeses locales estaban acostumbrados a recoger agua de lluvia, que era abundante, o a hervir agua del grifo, cada vez más disponible, para beber; el agua embotellada se consideraba una extravagancia innecesaria. Un anuncio de suscripciones de agua publicado en el Bangkok Post (que entonces contaba con 3800 suscriptores) respondió sólo a tres consultas, de las cuales sólo una condujo a una venta. Los clientes (quince en el primer mes) se limitaban principalmente a hoteles, restaurantes y la comunidad de expatriados.
North no pudo conseguir un préstamo bancario para la inversión inicial y tuvo que depender de la financiación de los inversores de la nueva empresa, en la que obtuvo el 23 por ciento de las acciones. Encargó 1200 docenas de botellas a Owens-Illinois Glass Company e importó maquinaria para la operación, que extraía agua de pozos artesianos y la filtraba y trataba con cloro. El negocio resultó ser un éxito financiero: obtuvo un beneficio neto del 65 por ciento en el primer año. North señaló en una entrevista de 1957: «Comenzar fue muy sencillo, pero desde entonces ha habido problemas en las frustraciones generales de un área no técnica».
La presencia diplomática y militar de Estados Unidos en Tailandia aumentó marcadamente en la década de 1960 cuando Tailandia se convirtió en su principal base de operaciones en la guerra de Vietnam. Esto aumentó la demanda de agua potable y benefició enormemente a Polaris, que tenía prácticamente un monopolio en el mercado. En 1971, North Star entregaba 45 000 galones americanos (170 343,5 L) diariamente a los clientes, que eran 7.600 sólo en Bangkok.
El agua embotellada finalmente encontró un mercado entre los clientes tailandeses a medida que la clase media urbana en expansión adoptaba cada vez más un estilo de vida moderno. Si bien varios productores más pequeños también surgieron en respuesta, Polaris continuó dominando el mercado, hasta el punto de que el nombre Polaris se convirtió en una marca genérica de uso común para el agua embotellada en Tailandia. En 1990, North Star producía 200 millones de litros (53 millones de gal EE. UU.) diariamente en sus plantas de Nonthaburi, Chiang Mai y Hat Yai, lo que lo convertía en uno de los mayores productores de agua embotellada de Asia. También exportó a Hong Kong, Australia, Malasia, Singapur e Indonesia.

## Años posteriores
North dirigió North Star durante unos treinta años, antes de traspasar su dirección a Rodolfo U. Alvizo (filipino) en 1985. Bajo Alvizo, la empresa se expandió y diversificó en respuesta a la creciente competencia, sobre todo del productor de cerveza Singha, que había incursionado en el mercado del agua embotellada. Polaris introdujo un producto de agua carbonatada (entrando en el territorio de Singha), y la compañía también obtuvo la licencia de la marca francesa de refrescos Orangina para el mercado tailandés en 1993.
La empresa salió a bolsa en 1994 y cotizó en la Bolsa de Tailandia como North Star Public Company Limited (NSTAR). Sin embargo, comenzó a presentar problemas de gestión el mismo año, que empeoraron cuando la crisis financiera asiática azotó a Tailandia en 1997. La empresa fue retirada de la lista en 1999, declarada en sindicatura por los acreedores, y finalmente declarada en quiebra el 2 de octubre de 2003, tras lo cual fue liquidada.
La salida de Polaris del mercado del agua embotellada dejó un vacío en el que surgieron cinco marcas importantes para competir por la participación de mercado, todas operadas por actores de larga data en el negocio de alimentos y bebidas. A Singha, que se convirtió en líder del mercado después de la salida de Polaris, se le unieron Crystal (producida por el antiguo fabricante de Pepsi en Tailandia, Sermsuk), Pure Life (de Nestlé), Namthip (del productor de Coca-Cola ThaiNamthip), y Chang (por ThaiBev, fabricante de la cerveza Chang).
En 2015, la marca Polaris revivió bajo North Star International Co., Ltd., una empresa filial de North Star creada originalmente en 1995, que había sido restaurada al registro. Sin embargo, la empresa pronto se quedó en silencio, y no presentó estados financieros al Departamento de Desarrollo Empresarial a partir de 2016.